# Minucia pulchrior
Minucia pulchrior là một loài bướm đêm trong họ Erebidae.